# 贝勒尼基二世
贝勒尼基二世（施惠者）（又译貝勒奈西二世，希腊语：Βερενίκη B，前267年前266年—前221年）是古代昔兰尼国王馬加斯和王后阿帕瑪（Apama）的女儿，埃及法老托勒密三世的王后和共同在位者。

## 简介
贝勒尼基二世在前250年或前249年嫁给马其顿王国安提柯二世的同父异母兄弟，“美男子”德米特里。德米特里来到昔兰尼后不久，即成为其母阿帕玛的情夫。贝勒尼基不堪羞辱，不久联合了士兵，指挥人冲入母亲的卧室杀死德米特里，但没有伤害阿帕玛。
贝勒尼基在大约前246年嫁给托勒密三世。他们至少有四个孩子：托勒密四世、馬加斯、阿西诺亚三世和贝勒尼基。托勒密三世死后，她被托勒密四世杀死。
在托勒密三世出征叙利亚期间，她为祈祷丈夫平安归来，剪下自己的头发献给神庙。后来头发在神坛上失踪，希腊天文学家萨摩斯的科农（Conon of Samos）安慰她说：陛下的头发被神摄到了天上，并向她指示天上位于今天后发座位置的星辰。此事被古希腊诗人卡利馬科斯记载下来。该诗现在仅有残片，但后来古罗马诗人卡圖盧斯译成拉丁文的版本还存在。